# Petr Kellner
Pour les articles homonymes, voir Kellner.
Petr Kellner, né le 20 mai 1964 à Česká Lípa et mort le 27 mars 2021 en Alaska, est un homme d'affaires tchèque. Il était à la tête d'une fortune estimée à 17,5 milliards de dollars selon la liste des milliardaires de Forbes en 2021, faisant de lui l'homme le plus riche de Tchéquie et la 88e personne la plus riche dans le monde.

## Études et début de carrière dans les affaires
Petr Kellner est diplômé de l'université d'économie de Prague, en 1986. Après la Révolution de Velours, il travaille pour la société tchécoslovaque Impromat, société importatrice et vendeuse de photocopieurs Ricoh. C'est en travaillant pour cette entreprise qu'il rencontre Milan Maděryč et Milan Vinkler.

## Fonds d'investissement PPF
En 1991, après l'annonce des bons de privatisation tchécoslovaques, il fonde le fonds d'investissement PPF (První privatizační fond)  avec Milan Vinkler. En 1992, le PPF investiční společnost a.s. est créé et le nom du fonds est modifié : investissement remplace privatisation. Les fonds ont été très réussis et les actions de plus de 200 sociétés sont achetés pour une valeur nominale de 5 milliards de couronnes tchèques.
Sa réussite dans les affaires est notamment due à sa proximité avec le pouvoir politique, en particulier Václav Klaus (président du gouvernement de 1993 à 1997). Il est également très proche de Milos Zeman (président depuis 2013).

## Česká pojišťovna
En 1995 et 1996, le PPF achète une participation de 20 % dans la plus grande compagnie d'assurance tchèque, Česká pojišťovna et a commencé à le gérer. En 2000, le PPF achète 31,5 % du capital de Česká pojišťovna à l'IPB pour 2,85 milliards de couronnes,. Par la suite, IPB a été condamné à payer 1,6 milliard de couronnes à PPF, ce qui réduit le coût d'achat réel de la participation à 1,25 milliard de couronnes. Plus tard, le PPF a acquis plus d'actions et est devenu l'actionnaire majoritaire (93 %) en 2001, à la suite du rachat d'actions à Komerční banka et à l'État tchèque. Avec l'aide de ces transactions rentables, Petr Kellner a racheté les parts des derniers investisseurs des bons de privatisation et est devenu le principal propriétaire de PPF groupe.

## Assicurazioni Generali
En 2007, le PPF group signe un contrat avec Assicurazioni Generali pour la création d'une joint-venture entre la branche assurance de PPF Groupe et les entreprises de Assicurazioni Generali présentes en République tchèque, en Slovaquie, en Pologne, en Hongrie, en Roumanie, en Bulgarie, en Ukraine, en Russie, en Serbie, en Slovénie, en Croatie, en Biélorussie et au Kazakhstan. Selon des sources, PPF Groupe détiendrait 49% de la société, et Generali va payer 1,1 milliard d'euros au PPF Groupe pour sa participation. Petr Kellner est devenu membre du Conseil d'Administration de Generali. Kellner a plus tard acheté 2,02 % du capital de Assicurazioni Generali.
En 2013, Kellner vend pour 2,5 milliards d'euros ses actions restantes dans la Generali PPF Holding (GPH) à Generali , qui devient seul propriétaire effectif à la fin de l'année 2014.[réf. nécessaire]
Depuis 2015, Kellner n'est plus membre du conseil d'administration de la Generali.

## Fortune
À compter de 2013, Kellner détient 98,94% de PPF groupe. En 2006, Forbes estime la valeur nette de PPF à 20 milliards de dollars et répertorie Kellner comme 224e homme le plus riche au monde. En 2007, il s'est déplacé jusqu'à la 119e place avec 6 milliards, et puis, en 2008, à la 91e avec plus de 9,3 milliards de dollars. En 2009, il a été 76e avec 6 milliards de dollars et, en 2010, 89e avec 7,6 milliards de dollars,. La plus récente position de Kellner sur la liste des milliardaires de Forbes est 88e avec une estimation de sa fortune à 15,5 milliards de dollars (2018).
Cependant, les chiffres ci-dessus sont considérés comme surestimés par certains médias économiques tchèques. Leurs estimations étaient beaucoup plus faibles, entre 60 et 75 milliards de couronnes, selon l'hebdomadaire Týden, ou même moins de 50 milliards de couronnes selon le journaliste Miroslav Motejlek. Ainsi, Kellner aurait été dépassé par l'entrepreneur Andrej Babiš en tant que plus riche résident de la République tchèque.
Autrefois, il était propriétaire d'un avion Gulfstream G500 nommé Káně.[réf. nécessaire] En 2010, il a acheté un Boeing 737-700BBJ comme avion d'entreprise. Il vit dans une vaste résidence dans le village de Podkozí près de Prague, mais il détient un certain nombre d'autres biens immobiliers dans différents pays. Il est également propriétaire de l'une des plus grandes collections de photographies prises par Josef Sudek.
En 2021, le magazine Forbes évalue sa fortune à 14,9 milliards d’euros . 

## Vie privée
Décrit comme secret, méfiant et mégalomane, Petr Kellner se montre discret dans les médias et veille au respect de sa vie privée. Passionné de photographies, il fait acheter par son groupe PPF deux galeries à Prague. Il est politiquement conservateur. Sa fille Anna serait en couple avec l'homme d'affaires Daniel Křetínský.
Il meurt le 27 mars 2021 en Alaska lors du crash de l’hélicoptère Écureuil qui le transportait. Quatre autres personnes trouvent la mort dans l'accident : le pilote, deux guides et un entraineur sportif. Sa mort provoque une forte émotion auprès des médias et des milieux politiques tchèques. Le premier ministre, Andrej Babis (lui-même milliardaire), déplore une « tragédie incroyable ». Le président, Milos Zeman, déclare « regretter profondément la disparition tragique » d’un homme qu’il tenait « en haute estime pour sa réussite ».